# Gemeinde Sveti Jurij ob Ščavnici
Sveti Jurij ob Ščavnici, kurz auch Sveti Jurij (deutsch: Sankt Georgen an der Stainz) ist der Name einer Gemeinde und der namensgebenden Ortschaft im Nordosten Sloweniens. Sie liegt in der historischen Landschaft Spodnja Štajerska (Untersteiermark), statistische Region Pomurska.

## Lage
Sveti Jurij ob Ščavnici liegt in den östlichen Slovenske gorice (Windische Bühel) und somit in der Kleinregion Prlekija. Sie wird von Norden nach Osten vom Fluss Ščavnica (Stainz) durchflossen. Außerdem verläuft die Autobahn A5, die über die Anschlussstelle Sveti Jurij ob Ščavnici erreicht werden kann, durch die Kommune.
Die nächsten größeren Städte sind das 15 km nordöstlich gelegene Murska Sobota und Maribor etwa 28 km in westlicher Richtung.

## Ortschaften
Die Gemeinde umfasst 27 Ortschaften. Die deutschen Exonyme in den Klammern stammen aus der Mitte des 19. Jahrhunderts und werden heutzutage nicht mehr verwendet.
- Biserjane (Wisserian)
- Blaguš (Wlagusch)
- Bolehnečici (Wollachnetzen)
- Brezje (Wresie)
- Čakova (Tschakova)
- Dragotinci (Dragotinzen)
- Gabrc (Gaberz)
- Galušak (Galluschak)
- Grabonoš (Grabonoschen)
- Grabšinci
- Jamna (Jandorf)
- Kočki Vrh (Kotschberg)
- Kokolajnščak (Kokutainschak)
- Kraljevci (Kralofzen)
- Kupetinci (Kupetinzen)
- Kutinci (Kuttendorf)
- Mali Moravščak
- Rožički Vrh (Rosenberg)
- Selišči (Seluschen)
- Slaptinci (Slabotinzen)
- Sovjak (Sovrak)
- Stanetinci (Stanetinzen)
- Stara Gora (Staragora)
- Sveti Jurij ob Ščavnici (Sankt Georgen, Widem)
- Terbegovci (Terbegofzen)
- Ženik
- Žihlava (Sicheldorf)

### Nachbargemeinden
| Gornja Radgona | Radenci                                     |          |
| Cerkvenjak     | Kompassrose, die auf Nachbargemeinden zeigt | Križevci |
| Sveti Andraž   | Juršinci                                    | Ljutomer |

## Geschichte

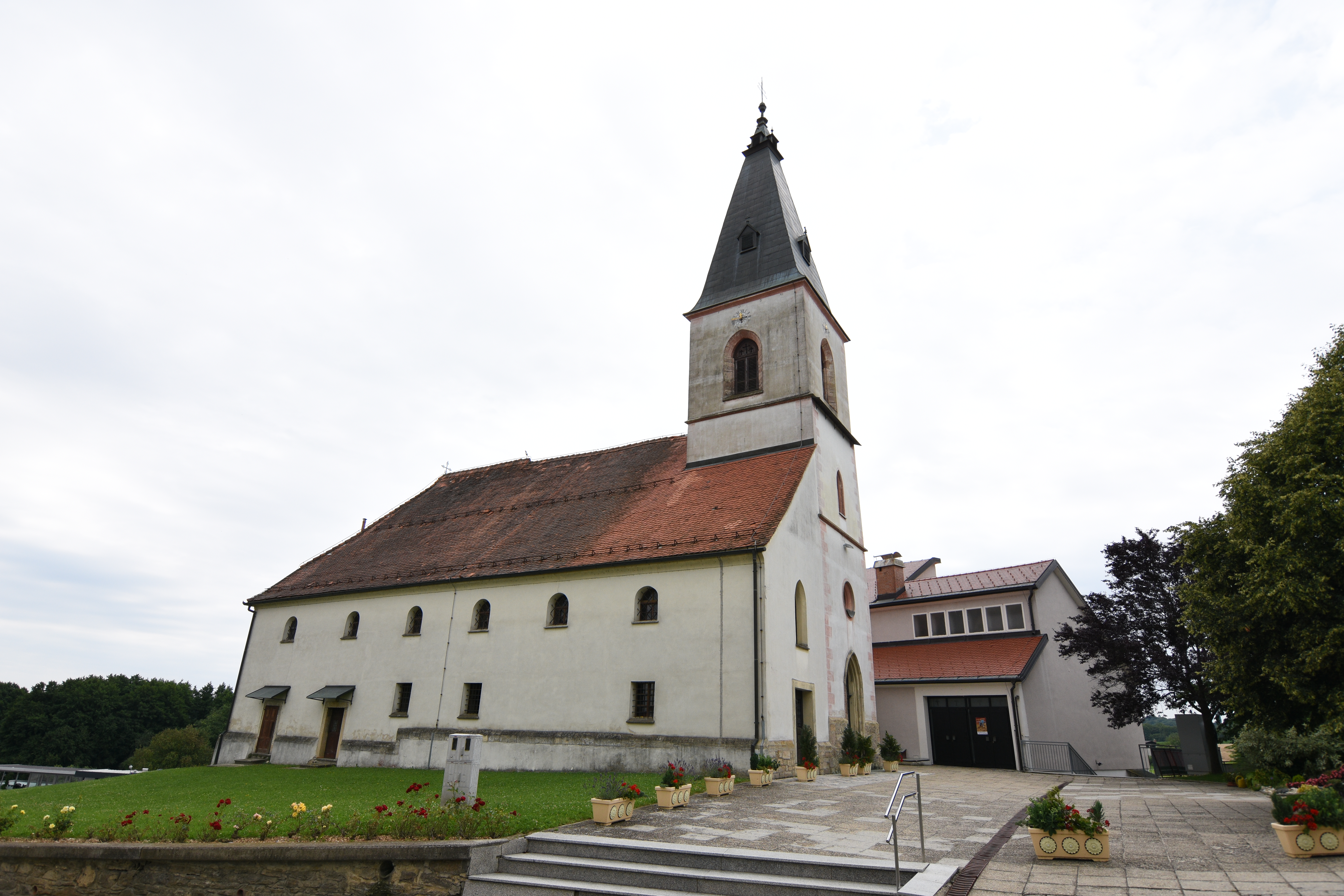
Kirche Sveti Jurij ob Ščavnici

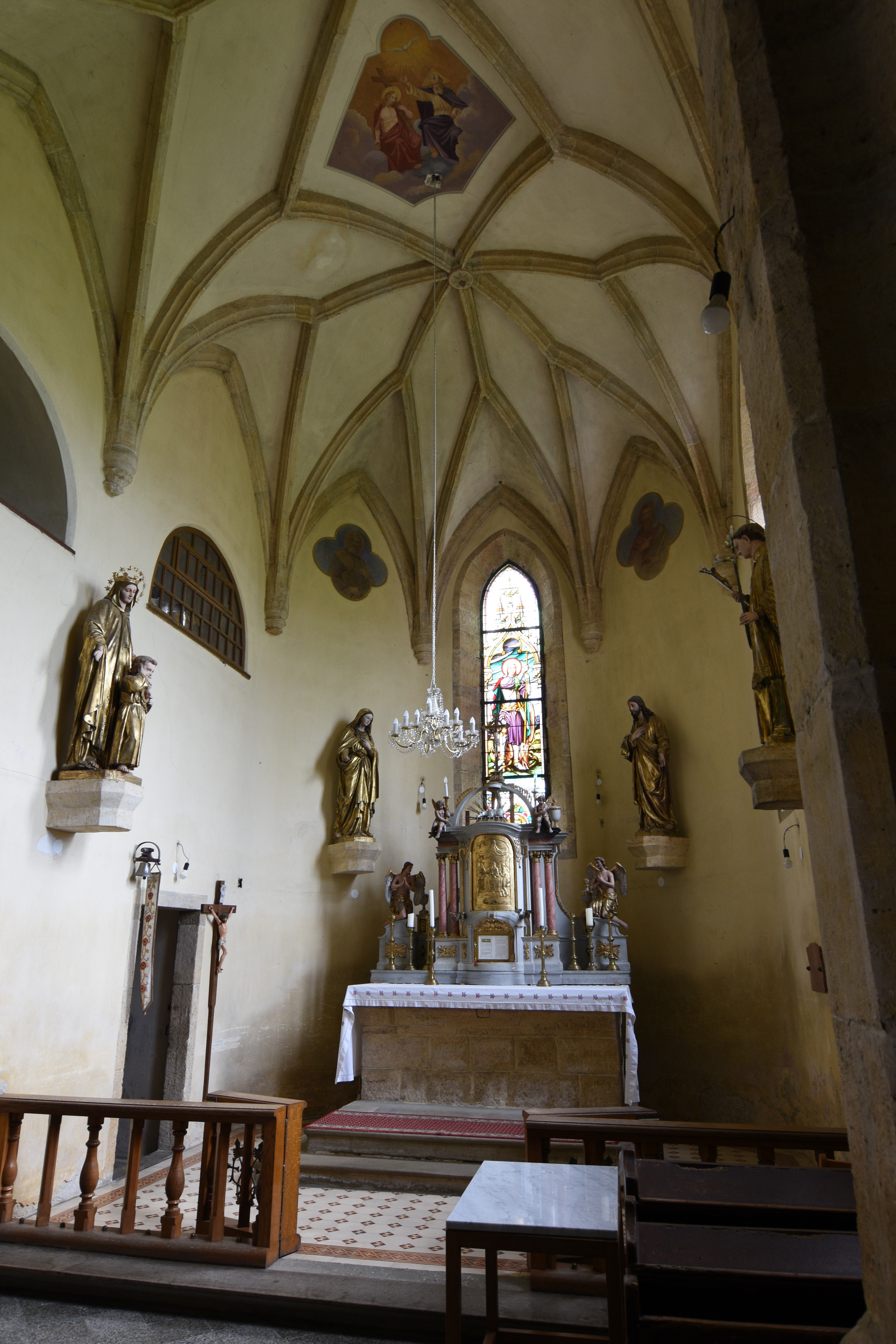
Innenansicht Kirche Sveti Jurij ob Ščavnici

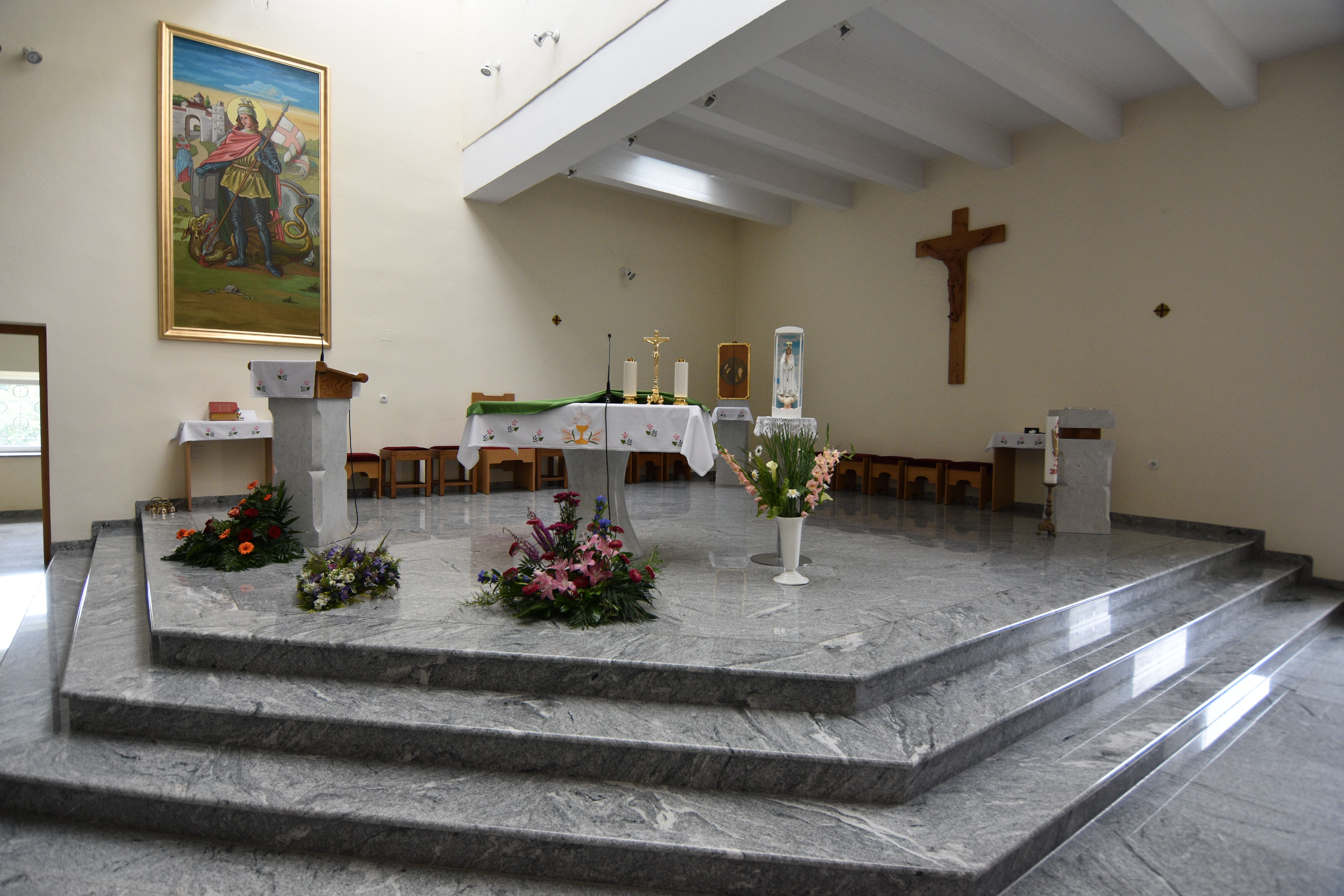
Innenansicht der neuen Kirche Sveti Jurij ob Ščavnici

Der Ort hieß bis 1997 amtlich Videm ob Ščavnici. Die Umbenennung erfolgte kurioserweise aufgrund eines Missverständnisses. 1948, zur Zeit der Republik Jugoslawien, trat ein Gesetz zur Benennung von Siedlungen, Plätzen, Straßen und Gebäuden in Kraft. Dieses sah unter anderem vor, religiöse Namensbestandteile aus den genannten Lokalitäten zu entfernen. Unter der Annahme, dies sei auch mit Videm passiert, erhielt die Gemeinde und ihr Hauptort den Namen ihrer Pfarre Sveti Jurij. Tatsächlich ist der Name Videm schon seit dem Jahr 1680 belegt.

## Persönlichkeiten
- Anton Korošec (* 1872 in Biserjane; † 1940 in Belgrad), Politiker
- Edvard Kocbek (* 1904 in Sveti Jurij; † 1981 in Ljubljana), Schriftsteller
- Vekoslav Grmič (* 1923 in Sveti Jurij; † 2005 in Maribor), katholischer Bischof